# Theodor Sellner
Pour les articles homonymes, voir Sellner.
Theodor Sellner, né le 7 janvier 1947 à Zwiesel en Bavière et mort le 3 mars 2025, est un des plus grands maîtres verriers contemporains.Il réside en Bavière, où il possède sa propre verrerie à Lohberg. 

## Biographie
Il apprend le métier de verrier à l'École du verre de Zwiesel (Allemagne), puis à Murano (Italie) auprès d'Aldo Nason, et à Mount Vernon dans l'Ohio (États-Unis) avec Robert Coleman, puis à Corning dans l'État de New York, ainsi qu'à l'université d'Erlangen (Allemagne).
Il sera un des premiers, dès les années 1980, à réaliser des sculptures en verre (exposées notamment lors de la Contemporary Western European Sculpture in Glas de Liège à partir de 1986) et à développer des productions polychromes. Il est un des acteurs du mouvement Studioglas Bewegung et du New Glass. En 1988 il dépose un brevet d'invention d'une nouvelle technique de fabrication mixte du verre.
Depuis 1974 il a participé à plus de 150 expositions à travers le monde, notamment en Europe, aux États-Unis et au Japon. Ses œuvres ont été exposées dans des galeries privées et des musées, dont le Victoria and Albert Museum de Londres, le Seibu museum de Tokyo, Wagga-Wagga City Art Gallery d'Australie, le Musée des beaux-arts de Rouen, le Museo de arte en vidrio de Madrid, le Metropolitan Museum of Art de New York...
Elles sont rentrées dans des collections publiques par exemple au Musée du verre de Corning (États-Unis), Hessisches Landesmuseum de Darmstadt et Kunstmuseum de Düsseldorf (Allemagne), Glasmuseum Ebeltoft (Danemark), Musée de design et d'arts appliqués contemporains de Lausanne (Suisse), Musée Boijmans Van Beuningen de Rotterdam (Pays-Bas), Musée d'art de Toledo (États-Unis), Musée national d'Ukraine, et Musée des arts décoratifs de Paris.
Sellner a reçu, entre autres, le grand prix d'État de Bavière pour son œuvre et le grand prix d'honneur du verre de Coburg. Son installation Porte de verre a été inaugurée en 1997 par le chancelier Helmut Kohl.